# Tommy Smith (calciatore 1945)
Tommy Smith, all'anagrafe Thomas Smith (Liverpool, 5 aprile 1945 – Liverpool, 12 aprile 2019), è stato un calciatore inglese, di ruolo difensore.

## Carriera
Giocò per quasi due decenni nel Liverpool, vincendovi 4 campionati inglesi (1963-1964, 1965-1966, 1972-1973, 1975-1976 e 1976-1977), 2 Coppe dei Campioni (1976-1977 e 1977-1978), 2 FA Cup (1964-1965 e 1973-1974) e 2 Coppe UEFA (1972-1973 e 1975-1976).
Nel 1976 fu selezionato nel Team America, selezione che raccoglieva i migliori giocatori, sia statunitensi che no, della North American Soccer League per disputare il Torneo del Bicentenario, che chiuse al quarto ed ultimo posto.
Nel 1978, mentre giocava con gli statunitensi del L.A. Aztecs, nella NASL, venne chiamato a sostituire l'allenatore Terry Fisher, ricoprendo così il ruolo di allenatore-giocatore; venne poi sollevato anch'egli dall'incarico quando fu sostituito dal connazionale Peter Short.

## Palmarès

### Club

#### Competizioni nazionali
- Campionato inglese: 5

Liverpool: 1963-1964, 1965-1966, 1972-1973, 1975-1976, 1976-1977
- Coppa d'Inghilterra: 2

Liverpool: 1964-1965, 1973-1974
- Community Shield: 6

Liverpool: 1964, 1965, 1966, 1974, 1976, 1977

#### Competizioni internazionali
- Coppa dei Campioni: 2

Liverpool: 1976-1977, 1977-1978
- Coppa UEFA: 2

Liverpool: 1972-1973, 1975-1976
- Supercoppa UEFA: 1

Liverpool: 1977